# St. Peter (Schwabering)

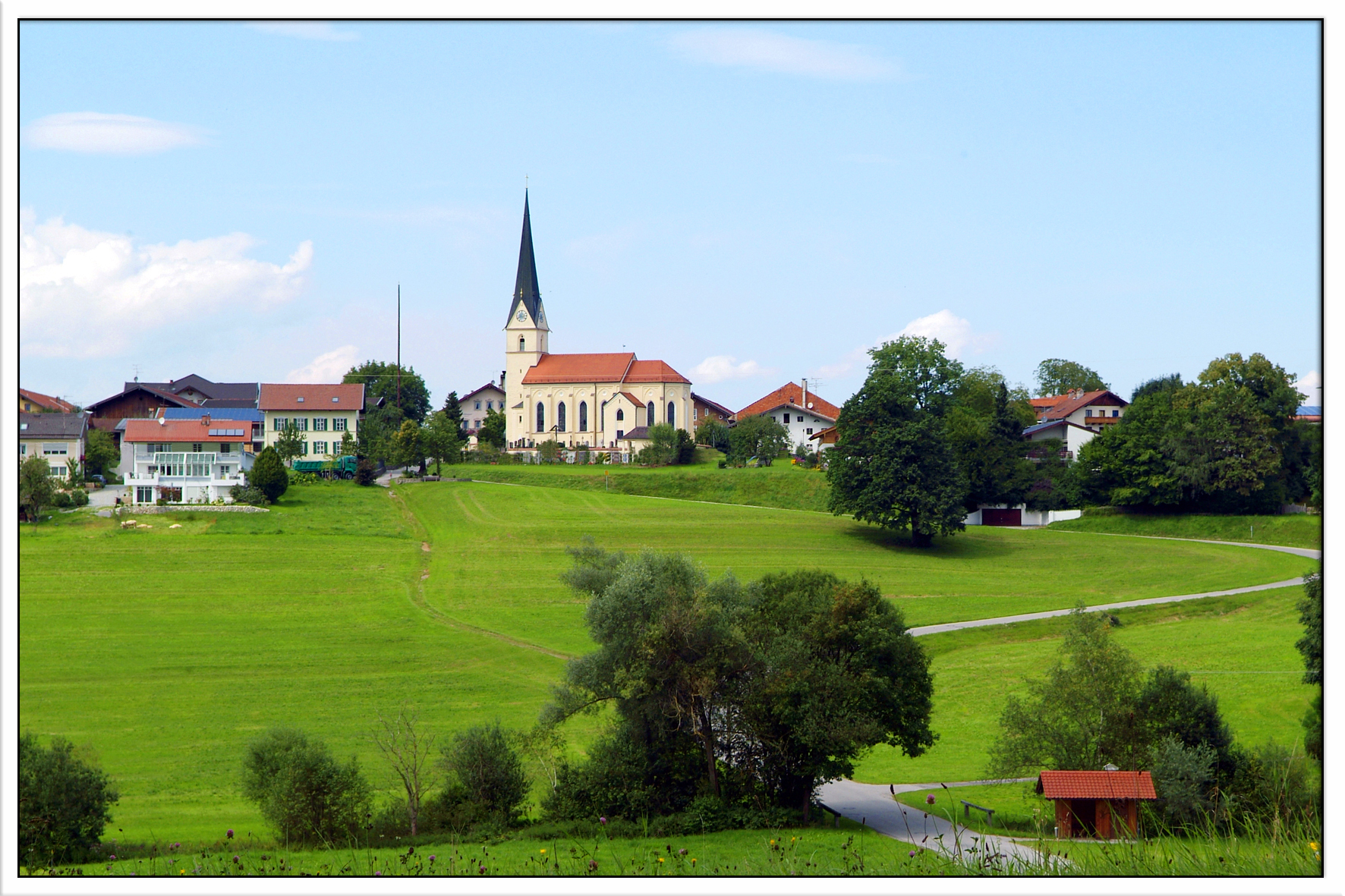
St. Peter in Schwabering

Die römisch-katholische Filialkirche St. Peter steht in Schwabering, einem Gemeindeteil von Söchtenau im oberbayerischen Landkreis Rosenheim. Sie ist in der Liste der Baudenkmäler in Söchtenau als Baudenkmal unter der Nr. D-1-87-174-19 eingetragen. Die Kirche gehört zum Dekanat Rosenheim im Erzbistum München und Freising.

## Beschreibung
Die neogotische Saalkirche wurde 1858–1859 erbaut. Sie besteht aus dem Langhaus, dem eingezogenen, dreiseitig geschlossenen Chor im Osten, die beide von Strebepfeilern gestützt werden, der Sakristei mit einem Oratorium im Obergeschoss an der Südwand des Chors und dem Kirchturm vor der Fassade im Westen, dessen untere Geschosse bis zum Dachfirst des Langhauses vom spätgotischen Vorgängerbau stammen. Das darüber liegende Geschoss enthält den Glockenstuhl. Zwischen den Giebeln, an denen die Zifferblätter der Turmuhr angebracht sind, erhebt sich ein spitzer Helm. 
Der Innenraum ist mit einem Netzgewölbe überspannt, die Ausstattung ist einheitlich neugotisch. Die Orgel mit zehn Registern, verteilt auf zwei Manuale und Pedal, wurde 1965 von Anton Staller gebaut.